# Puchar Polski (województwo kujawsko-pomorskie) w piłce nożnej mężczyzn (2022/2023)
W sezonie 2022/2023 Puchar Polski na szczeblu regionalnym w województwie kujawsko-pomorskim składał się z 4 rund, w których wzięło udział 16 zespołów: 7 z OPP Bydgoszcz, 4 z OPP Toruń, 4 z OPP Włocławek i obrońca tytułu. Rozgrywki miały na celu wyłonienie zdobywcy Regionalnego Pucharu Polski w województwie kujawsko-pomorskim i uczestnictwo na szczeblu centralnym Pucharu Polski w sezonie 2023/2024.

## Uczestnicy
| III liga                                                                                                   | IV liga | klasa okręgowa | klasa A                         |
| --- | --- | --- | ------------------------------- |
| - Unia Janikowo – OPP Bydgoszcz - Unia Solec Kujawski – OPP Bydgoszcz - Zawisza Bydgoszcz – obrońca tytułu | - Pomorzanin Serock – OPP Bydgoszcz - Pogoń Mogilno – OPP Bydgoszcz - Chemik Bydgoszcz – OPP Bydgoszcz - Elana Toruń – OPP Toruń - Sparta Brodnica – OPP Toruń - Lider Włocławek – OPP Włocławek - Kujawianka Izbica Kujawska – OPP Włocławek | - Rawys Raciąż – OPP Bydgoszcz - Victoria Czernikowo – OPP Toruń - Olimpia II Grudziądz – OPP Toruń - Zdrój Ciechocinek – OPP Włocławek - Łokietek Brześć Kujawski – OPP Włocławek | - Gryf Sicienko – OPP Bydgoszcz |

## 1/8 finału
Losowanie par 1/8 finału, podobnie jak następnych faz, miało miejsce 26 stycznia 2023 roku, natomiast mecze rozegrano 4, 5 i 8 marca tegoż roku.
| 4 marca 2023 | Zdrój Ciechocinek | 0:2   | Olimpia II Grudziądz                                   |  |
| 12:00        |                   | (0:1) | 41' (sam.) Michał Kaźmierczak · 81' Miłosz Matuszewski |  |

| 4 marca 2023 | Pogoń Mogilno                                                               | 3:2   | Sparta Brodnica                               |  |
| 12:00        | 11' Marcin Kaliski · 54' (sam.) Krystian Janczak · 66' Mateusz Rościszewski | (1:1) | 27' Marcin Rupiński · 90' Arkadiusz Kozłowski |  |

| 4 marca 2023 | Victoria Czernikowo                                                | 3:2   | Lider Włocławek                         |  |
| 14:00        | 17' Mikołaj Kantorski · 45' Mateusz Maślewski · 59' Michał Adamski | (2:2) | 10' Alan Czerwiński · 22' Kacper Dumicz |  |

| 4 marca 2023 | Pomorzanin Serock                       | 2:1 (pd.) | Kujawianka Izbica Kujawska |  |
| 16:00        | 98' Jakub Nowak · 107' Bartosz Filipski | (0:0)     | 104' Marcin Bykowski       |  |

| 5 marca 2023 | Rawys Raciąż        | 1:2 (pd.) | Chemik Bydgoszcz                           |  |
| 16:00        | 36' Dominik Rybacki | (1:0)     | 60' Patryk Perliński · 99' Jakub Czesiński |  |

| 8 marca 2023 | Łokietek Brześć Kujawski | 1:6   | Zawisza Bydgoszcz                                                                                |  |
| 15:00        | 66' Szymon Bołkowiec     | (0:4) | 35' Hubert Jaskuła · 36', 40' Patryk Urbański · 45' Piotr Okuniewicz · 58', 89' Gabriel Falciano |  |

| 8 marca 2023 | Elana Toruń                                                               | 4:2   | Unia Solec Kujawski                      |  |
| 18:00        | 66' Aleksander Kowalski · 69' Jay Jaskólski · 84', 90' Oliwier Malinowski | (0:0) | 80' Sebastian Pacek · 87' Masato Hayashi |  |

| 8 marca 2023 | Gryf Sicienko | 3:0 (wo.) | Unia Janikowo |  |
|              |               |           |               |  |

## 1/4 finału
Losowanie par ćwierćfinałowych miało miejsce 26 stycznia 2023 roku, natomiast mecze rozegrano 19 kwietnia tegoż roku.
| 19 kwietnia 2023 | Olimpia II Grudziądz | 1:3 (pd.) | Chemik Bydgoszcz                                                  |  |
| 15:00            | 60' Hubert Konstanty | (0:1)     | 17' Szymon Maziarz · 110' Patryk Perliński · 120' Oskar Lipkowski |  |

| 19 kwietnia 2023 | Pomorzanin Serock                             | 2:5   | Zawisza Bydgoszcz                                                                               |  |
| 16:45            | 37' Bartłomiej Świątek · 85' Mykyta Chadżynow | (1:3) | 11' Mateusz Oczkowski · 26', 28' Patryk Urbański · 52' Korneliusz Sochań · 62' Gabriel Falciano |  |

| 19 kwietnia 2023 | Gryf Sicienko            | 1:4   | Elana Toruń                                             |  |
| 17:00            | 58' Kacper Wierzbanowski | (0:2) | 22', 26', 65' Maciej Rożnowski · 75' Oliwier Malinowski |  |

| 19 kwietnia 2023 | Victoria Czernikowo | 0:2   | Pogoń Mogilno                          |  |
| 17:00            |                     | (0:1) | 4' Marcin Kaliski · 59' Adam Kozłowski |  |

## 1/2 finału
Losowanie par półfinałowych miało miejsce 26 stycznia 2023 roku, natomiast mecze rozegrano 17 maja tegoż roku.
| 17 maja 2023 | Chemik Bydgoszcz                                                 | 3:2   | Pogoń Mogilno                                       |  |
| 16:30        | 30' Piotr Siekirka · 35' Patryk Perliński · 79' Damian Rysiewski | (2:2) | 33' Norbert Rościszewski · 36' Mateusz Rościszewski |  |

| 17 maja 2023 | Elana Toruń | 0:0 k. 2:4    | Zawisza Bydgoszcz |  |
| 20:08        |             | (0:0, k. 2:4) |                   |  |

## Finał
Mecz finałowy odbył się 21 czerwca 2023 roku. W nim Zawisza Bydgoszcz pokonała Chemika Bydgoszcz, dzięki czemu wygrała Regionalny Puchar Polski na szczeblu województwa kujawsko-pomorskiego i uzyskała prawo do gry na szczeblu centralnym Pucharu Polski w sezonie 2023/2024.
| 21 czerwca 2023 | Zawisza Bydgoszcz   | 1:0   | Chemik Bydgoszcz |  |
| 19:30           | 32' Michał Sacharuk | (1:0) |                  |  |